# I Can Lose My Heart Tonight ’99
„I Can Lose My Heart Tonight ’99” – singel niemieckiej piosenkarki C.C. Catch wydany w styczniu 1999 roku przez Hansa Records. Jest to przearanżowany na ówczesne dyskotekowe standardy (na popularny wówczas eurodance) remix nagrania I Can Lose My Heart Tonight, jednego największych przebojów artystki z okresu współpracy z Dieterem Bohlenem. Singel ten promował wydany parę miesięcy wcześniej album wokalistki pt. Best of ’98.

## Lista utworów

### Niemieckie wydanie na CD[1]
1. „I Can Lose My Heart Tonight ’99 (Rap Version)” – 3:11
2. „I Can Lose My Heart Tonight ’99 (New Vocal Version)” – 3:30
3. „[Soul Survivor ’98 (New Vocal Version)” – 3:38
- Wersje nagrań na tym wydaniu pochodzą z albumu Best of ’98.

### Hiszpańskie wydanie na CD[2]
1. „I Can Lose My Heart Tonight ’99 (Rap Version)” – 3:11
2. „I Can Lose My Heart Tonight ’99 (New Vocal Version)” – 3:30
- Wersje nagrań na tym wydaniu pochodzą z albumu Best of ’98.

## Listy przebojów (1999)
| Państwo                | Najwyższa pozycja |
| ---------------------- | ----------------- |
| Hiszpania (AFYVE)      | 12                |
| Niemcy (Media Control) | 72                |

## Autorzy[5]
- Muzyka: Dieter Bohlen
- Autor tekstów: Dieter Bohlen
- Śpiew: C.C. Catch
- Producent: Dieter Bohlen
- Aranżacja: Dieter Bohlen
- Współproducent: Luis Rodríguez
- Raper: Krayzee